# Oospila altonaria
Oospila altonaria là một loài bướm đêm trong họ Geometridae.